# Singularity (Bright Eyes-dal)
A Singularity a Bright Eyes tizennegyedik kislemeze, melynek digitális változatát 2011. február 1-jén, a The People’s Key albummal egy napon, Conor Oberst 31. születésnapján jelentette meg a Saddle Creek Records, majd 15-én fizikai formában is kiadták.
Oberst elmondása szerint a dal az első szintetizátorok atyja, Ray Kurzweil szingularitás-elméletéről szól; eszerint egy ponton a mesterséges intelligencia túlhaladja az emberiséget, mi pedig az internettel összekötve halhatatlan „spirituális gépekké” válunk.
Az album a Saddle Creek Records 159. kiadványa.

## Számlista
Az összes dal szerzője Conor Oberst. 
| 1.   | Singularity       | 4:30 |
| 2.   | In The Real World | 3:36 |
| 8:06 |                   |      |

## Közreműködők

### Bright Eyes
- Conor Oberst – ének, gitár, dalszöveg
- Mike Mogis – gitár, producer
- Nate Walcott – szintetizátor

### Más zenészek
- Andy LeMaster – ének, basszusgitár, dob, hangszerelés
- Carla Azar – dob
- Matt Maginn – basszusgitár
- Shane Aspegren – ütőhangszerek

## Fordítás
Ez a szócikk részben vagy egészben  a   Singularity (song) című angol Wikipédia-szócikk ezen változatának fordításán alapul.  Az eredeti cikk szerkesztőit annak laptörténete sorolja fel. Ez a jelzés csupán a megfogalmazás eredetét és a szerzői jogokat jelzi, nem szolgál a cikkben szereplő információk forrásmegjelöléseként.